# アドリアーノ・シントラ
アドリアーノ・フェレイラ・シントラ (Adriano Ferreira Cintra 1972年5月21日 - ) は、ブラジルのマルチプレイヤー、音楽プロデューサー。ブラジルのディスコ・パンク・バンド、CSSのベーシスト。CSSの正式メンバーの中で唯一の男性であり、オープンリー・ゲイである。
地元アンダーグラウンド・クラブで名の知れた人物であり、ガレージロック・パワー・トリオ Thee Butchers' Orchestra のギタリスト、ボーカルであった。他にも多くのプロジェクト、バンド (Ultrasom、zoo、Caxabaxa、The Books On The Table) に参加していた。ファッション・ショーのコンポーザーや他のアーティストのレコーディング・エンジニアも務める。

## カンセイ・ジ・セール・セクシー
2003年、アドリアーノは友人たちとジョークでバンド、カンセイ・ジ・セール・セクシーを結成した。バンドでは、ドラムス、プロデュースを担当し、その上ベース、ギター、ボーカルを行うこともある。CSSの曲作りはアドリアーノを中心に行われる。
2008年4月、ベーシストのイラチェマ・トレヴィサンがバンドを脱退し、アドリアーノはベースを引き継いだ。